# Terres Froides Basket
El Terres Froides Basket es un equipo de baloncesto francés con sede en la ciudad de Bévenais, que compite en la NM3, la quinta competición de su país. Disputa sus partidos en la Salle Le Grand Lemps La Grange . El club nace tras la fusión de los clubes d’Apprieu, Châbons, Colombe y Grand Lemps.

## Posiciones en liga
- 2012 - (NM3)
- 2013 - (11-NM2)
- 2014 - (14-NM2)
- 2022 - (5-NM3)